# Prasa (serial telewizyjny)
Prasa (ang. Press) – sześcioodcinkowy serial telewizyjny produkcji brytyjskiej stacji telewizyjnej BBC One oraz amerykańskiej stacji telewizyjnej  PBS, którego twórcą jest Mike Bartlett.
Dramat jest emitowany od 6 września 2018 roku przez BBC One. Premiera serialu w Polsce nastąpiła 9 grudnia 2019 roku o godzinie 22:30, na kanale BBC First.
Serial opowiada o rywalizacji dziennikarzy dwóch gazet – prestiżowej „The Herald” i brukowej „The Post”.
Wyprodukowano jedynie sześć odcinków. Dalsza produkcja serialu została anulowana.

## Obsada
- Charlotte Riley jako Holly Evans[4]
- Ben Chaplin jako Duncan Allen[4]
- Priyanga Burford jako Amina Chaudury[4]
- Paapa Essiedu jako Ed Washburn[4]
- Al Weaver jako James Edwards[4]
- Ellie Kendrick jako Leona Manning-Lynd[4]
- Brendan Cowell jako Peter Langly[4]
- Shane Zaza jako Raz Kane[4]
- David Suchet jako George Emmerson[4]

## Wersja polska
Dane z emisji odcinków na kanale BBC First
- Wersja polska: Toya Studios
- Tekst: Agnieszka Kwiecień
- Lektor: Jaromir Sosnowski

## Odcinki
| Sezon | Odcinki | Oryginalna emisja w BBC One | Oryginalna emisja w BBC One | Emisja w BBC First | Emisja w BBC First |
| Sezon | Odcinki | Premiera sezonu             | Finał sezonu                | Premiera sezonu    | Finał sezonu       |
| ----- | ------- | --------------------------- | --------------------------- | ------------------ | ------------------ |
| 1     | 6       | 6 września 2018             | 11 października 2018        | 9 grudnia 2019     | 13 stycznia 2020   |

### Sezon 1 (2018)
| Numer | Tytuł oryginalny                          | Tytuł polski                            | Reżyser     | Scenarzysta   | Premiera                  | Premiera              |
| ----- | ----------------------------------------- | --------------------------------------- | ----------- | ------------- | ------------------------- | --------------------- |
| 1     | Death Knock                               | –                                       | Tom Vaughan | Mike Bartlett | 6 września 2018(dts)      | 9 grudnia 2019(dts)   |
| 2     | Pure                                      | –                                       | Tom Vaughan | Mike Bartlett | 13 września 2018(dts)     | 16 grudnia 2019(dts)  |
| 3     | Don't Take My Heart, Don't Break My Heart | Nie zabieraj mi serca, nie łam mi serca | Tom Vaughan | Mike Bartlett | 20 września 2018(dts)     | 23 grudnia 2019(dts)  |
| 4     | Magic                                     | Magia                                   | Tom Vaughan | Mike Bartlett | 27 września 2018(dts)     | 30 grudnia 2019(dts)  |
| 5     | Two Worlds                                | Dwa światy                              | Tom Vaughan | Mike Bartlett | 4 października 2018(dts)  | 6 stycznia 2020(dts)  |
| 6     | Resonance                                 | Rezonans                                | Tom Vaughan | Mike Bartlett | 11 października 2018(dts) | 13 stycznia 2020(dts) |

## Produkcja
15 stycznia 2017 roku,  stacja BBC One i PBS zamówiła sześcioodcinkowy serial
We wrześniu 2017 roku, ogłoszono, że Charlotte Riley, Ben Chaplin, Priyanga Burford, Paapa Essiedu, Al Weaver, Ellie Kendrick, Brendan Cowell, Shane Zaza oraz David Suchet dołączyli do obsady serialu.